# Gustav Niermann
Gustav Niermann (* 15. Dezember 1919 in Wehdem; † 4. Februar 1989 in Stemwede) war ein deutscher Landwirt und Politiker (CDU).

## Leben und Beruf
Niermann wurde als Sohn eines Landwirtes geboren. Nach dem Abitur begann er zunächst ein Studium der Medizin, das er aber abbrechen musste, da er zur Wehrmacht eingezogen wurde. Von 1939 bis 1945 nahm er als Soldat am Zweiten Weltkrieg teil, zuletzt als Leutnant. Bei Kriegsende geriet er in französische Gefangenschaft, aus der er 1947 entlassen wurde.
Nach seiner Rückkehr aus der Kriegsgefangenschaft übernahm Niermann den landwirtschaftlichen Betrieb seines Vaters. Er absolvierte eine landwirtschaftliche Ausbildung, bestand die Meisterprüfung und war anschließend als praktischer Landwirt tätig. Seit 1968 war er Präsident des Verbandes der Europäischen Landwirtschaft (Controlled Environment Agriculture CEA). In den 1970er-Jahren wirkte er als Präsidiumsmitglied im Deutschen Genossenschafts- und Raiffeisenverband (DGRV).

## Partei
Niermann trat 1950 in die CDU ein und war seit 1964 stellvertretender Vorsitzender des CDU-Landesverbandes Westfalen-Lippe. Außerdem leitete er seit 1963 den Bundesausschuss Agrarpolitik der Christdemokraten.

## Abgeordneter
Niermann war von 1952 bis 1958 Kreistagsmitglied des Kreises Lübbecke und gehörte von 1953 bis 1958 der Landschaftsversammlung Westfalen-Lippe an. Von 1954 bis 1975 war er Mitglied des Nordrhein-Westfälischen Landtages.

## Öffentliche Ämter
Niermann amtierte von 1954 bis 1958 als Landrat des Kreises Lübbecke. Von 1957 bis 1958 war er Mitglied des Landkreistages Nordrhein-Westfalen. Er wurde am 24. Juli 1958 als Minister für Ernährung, Landwirtschaft und Forsten in die von Ministerpräsident Franz Meyers geführte Regierung des Landes Nordrhein-Westfalen berufen. Während seiner Amtszeit förderte er die Modernisierung der Landwirtschaft, die Neuorganisation des bäuerlichen Siedlungswesens sowie den Ausbau der Forstwirtschaft. Außerdem wurde die Flurbereinigung im Land durchgeführt. Nach dem konstruktiven Misstrauensvotum gegen Meyers und der Bildung einer Koalition aus SPD und FDP schied er am 8. Dezember 1966 aus der Landesregierung aus.

## Ehrungen
Niermann wurde am 12. Dezember 1986 mit dem Verdienstorden des Landes Nordrhein-Westfalen ausgezeichnet.